# Sant Guim de la Plana
Sant Guim de la Plana é um município da Espanha na comarca de Segarra, província de Lérida, comunidade autónoma da Catalunha. Tem 12,5 km² de área e em 2021 tinha 184 habitantes (densidade: 14,7 hab./km²).

## Demografia
| Variação demográfica do município entre 1991 e 2004 [carece de fontes?] | Variação demográfica do município entre 1991 e 2004 [carece de fontes?] | Variação demográfica do município entre 1991 e 2004 [carece de fontes?] | Variação demográfica do município entre 1991 e 2004 [carece de fontes?] |
| ----------------------------------------------------------------------- | ----------------------------------------------------------------------- | ----------------------------------------------------------------------- | ----------------------------------------------------------------------- |
| 1991                                                                    | 1996                                                                    | 2001                                                                    | 2004                                                                    |
| 206                                                                     | 206                                                                     | 179                                                                     | 185                                                                     |